# Hyundai ix55
Hyundai ix55, mimo Evropu známý také jako Hyundai Veracruz, je středně velký crossover SUV, vyráběný jihokorejskou automobilkou Hyundai mezi lety 2006 až 2015. Model ix55 se prodával v Evropě, Spojených státech, Kanadě, Jižní Koreji, Číně, Maroku, Jižní Americe a na Blízkém východě. Do Evropy se začal dovážet v roce 2007 a prodával se zde do roku 2012, kdy se přestal prodávat na všech ostatních trzích kromě Jižní Koreje.

## Popis
Vůz byl představen v Jižní Koreji 12. října 2006 a ve Spojených státech, kde byl vůz představen na autosalonu v Detroitu, byl uveden do prodeje jako model pro rok 2007. ix55 se začal prodávat v březnu 2007 a byl tou dobou největším crossoverem SUV značky Hyundai.

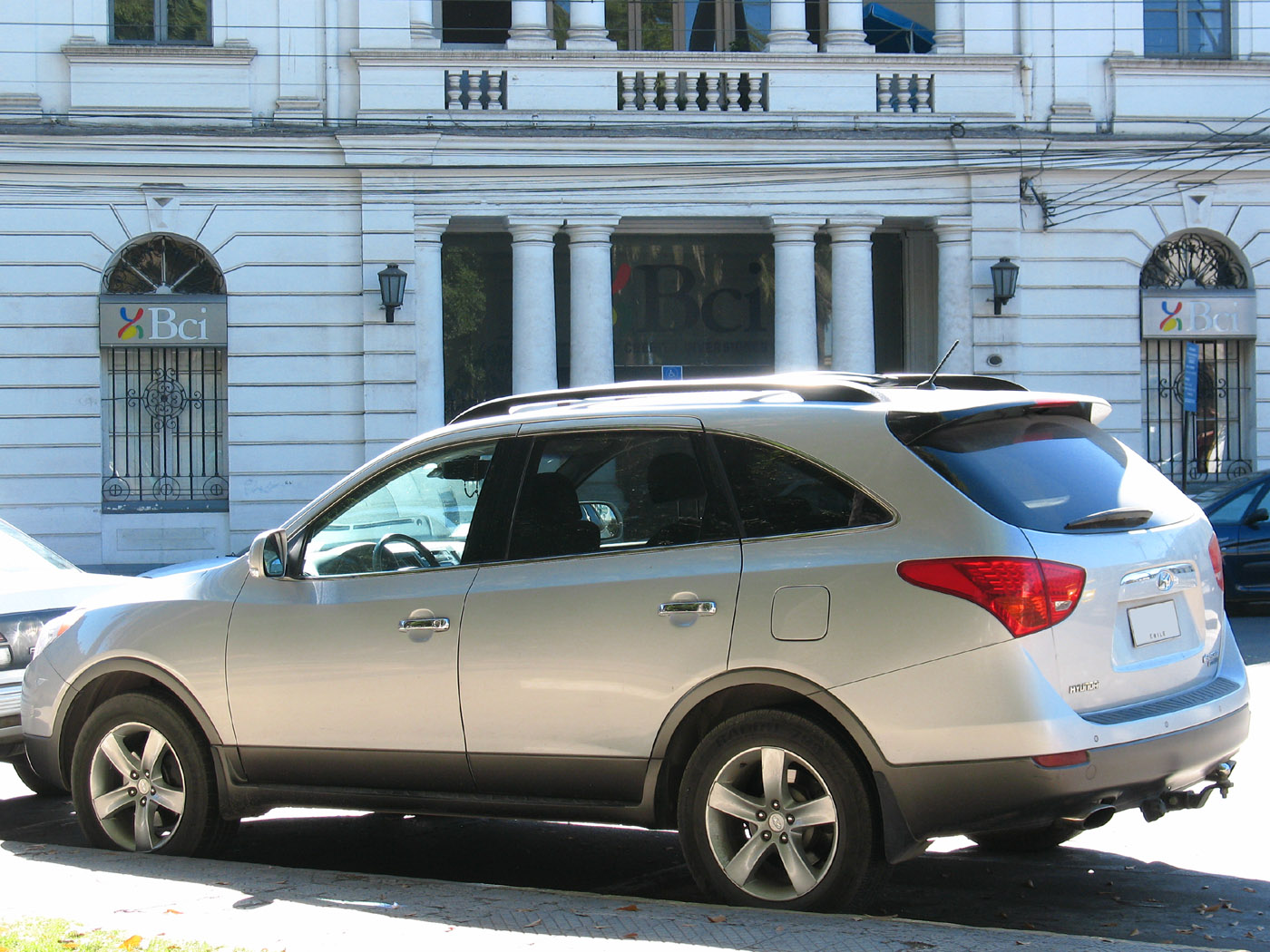
Hyundai ix55

ix55 nahradil model Terracan, který se prodával po celém světě s výjimkou Severní Ameriky. Model ix55 je postaven na platformě vozu Hyundai Santa Fe. Faceliftovaná verze z roku 2011 a dál byla postavena na stejné platformě jako Kia Sorento.
Neevropský název Veracruz je odvozen od názvu státu v Mexiku a navazuje na ostatní crossovery/SUV Hyundaie pojmenovány podle lokalit ze západu Ameriky - Hyundai Tucson a Santa Fe.
O pohon modelu ix55 se stará motor zážehový šestiválec o objemu 3,8l a výkonu 260 koní (190 kW) s šestistupňovou automatickou převodovkou Shiftronic od společnosti Aisin. V Evropě se ix55 prodával pouze se vznětovým šestiválcovým motorem 3,0l CRDI V6 S-Line s turbodmychadlem s variabilní geometrií lopatek o výkonu 240 koní (180 kW).

## Výbava a technika
Ve Spojených státech byl Veracruz/ix55 během šesti let své existence na tomto trhu k dispozici ve třech výbavách: základní GLS, SE a luxusní Limited, a to s pohonem předních kol nebo s pohonem všech kol. Na českém trhu se vůz prodával ve výbavových stupních Comfort, Style a Premium a pouze s pohonem všech kol.
Standardní výbava všech modelů ix55 zahrnovala duální samočinnou klimatizaci s alergenovým filtrem, stereo soustavu se satelitním rádiem SiriusXM, CD/MP3 přehrávač, zdířku USB a přídavné zdířky pro přenosná multimediální zařízení, ovládání audiosystému a tempomatu na volantu, třetí řadu sedadel, šest airbagů, ESP, kola z hliníkové slitiny, motor V6 a automatickou převodovku.
Příplatková výbava zahrnovala měnič CD/MP3 se šesti disky zabudovaný v přístrojové desce, prostorový zvuk Infinity, kožené čalounění sedadel, vyhřívaná a ventilovaná sedadla, elektricky ovládané střešní okno, inteligentní klíč, chromované prvky a dotykovou obrazovku GPS navigace se službou SiriusXM Travel Link.

## Konec výroby
Dovoz modelu Hyundai ix55 do Evropy a do všech ostatních zemí kromě Jižní Koreje a Spojených států byl ukončen 15. listopadu 2011. Poslední vyrobené modely z roku 2011 byly doprodávány jako vůz modelového roku 2012. Později v roce 2012 Hyundai oznámil stažení modelu taktéž z amerického trhu, a také že nástupcem modelu ix55 bude nová generace modelu Hyundai Santa Fe, jenž byl za příplatek taktéž sedmimístný. V roce 2015 byla ukončena i výroba jihokorejské verze kvůli emisním normám Euro 6.